# Office of Scientific Research and Development
O Office of Scientific Research and Development (OSRD) foi uma agência do governo federal dos Estados Unidos criada para coordenar pesquisas científicas para fins militares durante a Segunda Guerra Mundial. Arranjos foram feitos para sua criação em maio de 1941, e foi criado formalmente pela Ordem Executiva 8807 em 28 de junho de 1941. Ele substituiu o trabalho do National Defense Research Committee (NDRC), foi dado acesso quase ilimitado ao financiamento e recursos, e foi dirigido por Vannevar Bush, que se reportava apenas ao presidente Franklin Delano Roosevelt.
A pesquisa foi amplamente variada e incluiu projetos dedicados a bombas novas e mais precisas, detonadores confiáveis, trabalho na espoleta de proximidade, mísseis guiados, radar e sistemas de alerta precoce, armas de mão mais leves e precisas, tratamentos médicos mais eficazes, mais versáteis veículos e, o mais secreto de todos, a Seção S-1, que mais tarde se tornou o Projeto Manhattan e desenvolveu as primeiras armas atômicas.

## Experimentação humana
De outubro de 1943 a outubro de 1946, OSRD usou objetores de consciência do Serviço Público Civil como sujeitos para pesquisa de malária, pressão de altitude, rações de botes salva-vidas, altitude elevada, congelamento, psicoacústica, gás venenoso, ingestão e exposição à água do mar, temperaturas extremas, clima, higiene fisiológica, tiamina, repouso no leito e aeromedicina.
Para estudar os efeitos da dieta e nutrição, Ancel Keys, do Laboratório de Higiene Fisiológica da Universidade de Minnesota, colocou 32 objetores de consciência em uma dieta controlada. Durante três meses, eles receberam um normal de 3 200 calorias como dieta. Isto foi seguido por seis meses de uma dieta de 1 800 calorias, menos calorias do que as fornecidas pela dieta da fome experimentada pela população civil na Europa em tempos de guerra. A pesquisa documentou a capacidade dos homens de manter a produção física e os efeitos psicológicos, como introversão, letargia, irritabilidade e depressão grave. O estudo então estudou a recuperação dos homens quando eles retornaram a uma dieta normal e recuperaram o peso perdido durante a experimentação. Os homens indicaram mais tarde que não teriam se voluntariado para este projeto se soubessem o quão rigoroso seria.
O OSRD foi descontinuado em dezembro de 1947.